# Шелеги (Пуховичский район)
Шелеги (бел. Шалягі́) — деревня в Пуховичском районе Минской области Республики Беларусь. В составе Новопольского сельсовета.

## География
Расположена в 37 км на северо-западе от Марьиной Горки, 65 км от Минска, 14 км от железнодорожной станции Руденск на линии Минск — Осиповичи.
Ближайшие населённые пункты Ленинский, Озеричино, Пески и др.

### Гидрография
На левом берегу реки Птичь, через речку от Озеричино.

## Этимология
По словам топонимиста Вадима Жучкевича, название образовано от фамилии Шелег.

## История
Во второй половине XVIII века деревня в Минском уезде Минского воеводства Великого Княжества Литовского, собственность Янушевской.
В результате второго раздела Речи Посполитой 1793 года территория оказалась в составе Российской империи. В 1800 году деревня в Игуменском уезде Минской губернии, собственность А. Шишки. После 1861 года в Цитвянской волости Игуменского уезда Минской губернии. Согласно переписи 1897 года, в деревне имеется пекарня.
С конца февраля 1918 года территория оккупирована войсками Германской империи. 25 марта 1918 года согласно Третьей Уставной грамоте волость провозглашена частью Белорусской Народной Республики. В декабре 1918 года занята Красной Армией, с 1 января 1919 года в соответствии с постановлением I съезда КП(б) Беларуси она вошла в состав Советской Белоруссии, с 27 февраля 1919 года — в ЛитБел ССР. Во время польско-советской войны в августе 1919 — июле 1920 годов под оккупацией Польши (Минский округ ГУУЗ).
С 31 июля 1920 года в Белорусской ССР.
Во Вторую мировую войну с конца июня 1941 года до начала июля 1944 года под оккупацией Германии.
В 1966 году к деревне присоединены исторические Пески, сейчас улица Южные Пески. В свою очередь Песками начала называться историческая Ольховка.
До 28 мая 2013 года деревня входила в состав Узлянского сельсовета.

## Население

### Численность
- 2019 год — 6 жителей

### Динамика
- 1800 год — 18 жителей. 2 дворов
- 1897 год — 146 жителей, 19 дворов
- 1908 год — 160 жителей, 26 дворов[2]
- 1917 год — 181 жителей, 33 дворов
- 1999 год — 33 жителей (перепись населения)
- 2002 год — 27 жителей, 18 дворов
- 2009 год — 14 жителей (перепись населения)[2]
- 2012 год — 3 жителей, 3 хозяйства
- 2019 год — 6 жителей (перепись населения)

## Улицы
- Южные Пески
- Радужная улица
- Речная улица

## Галерея

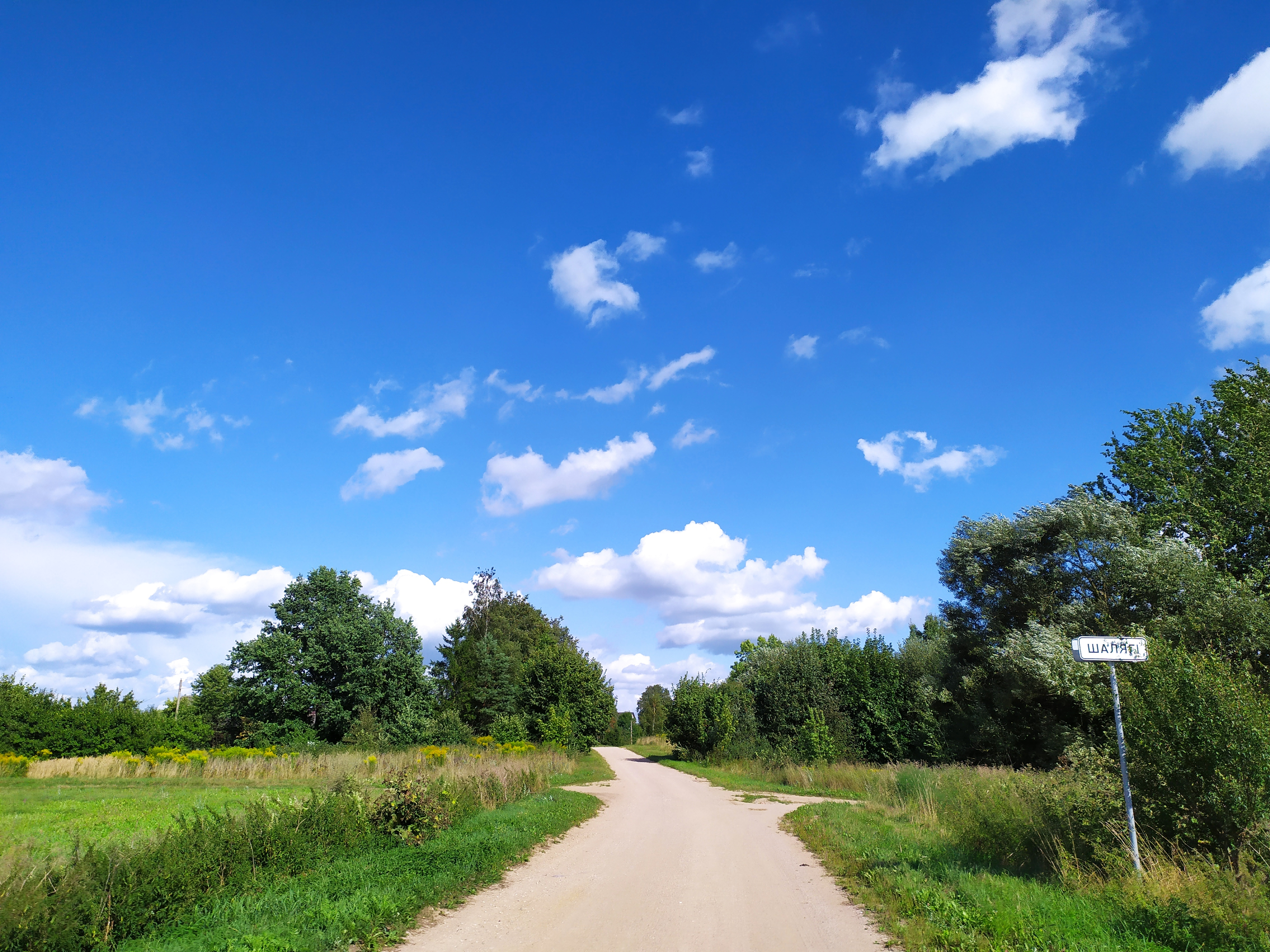
Панорама
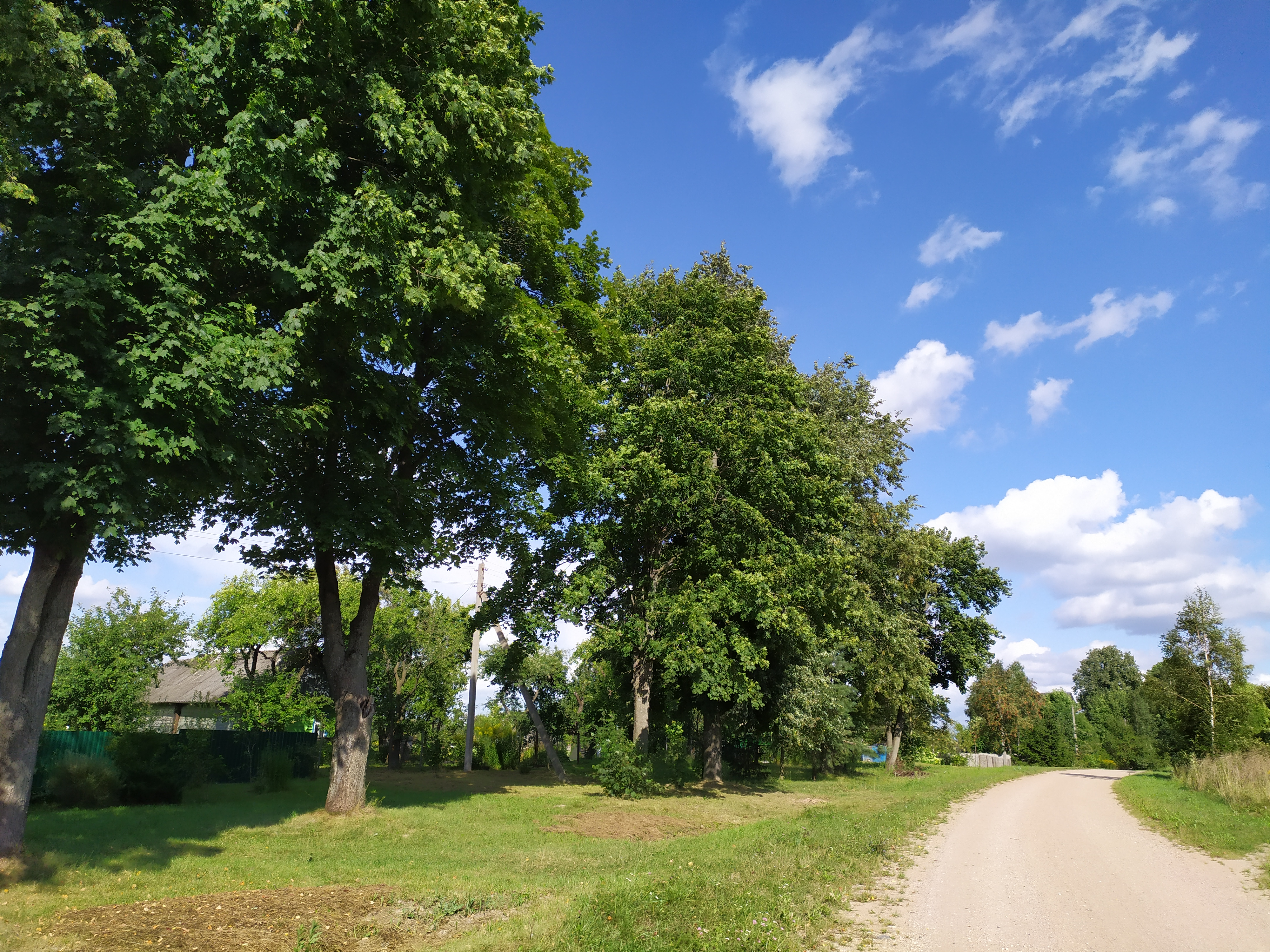
Панорама
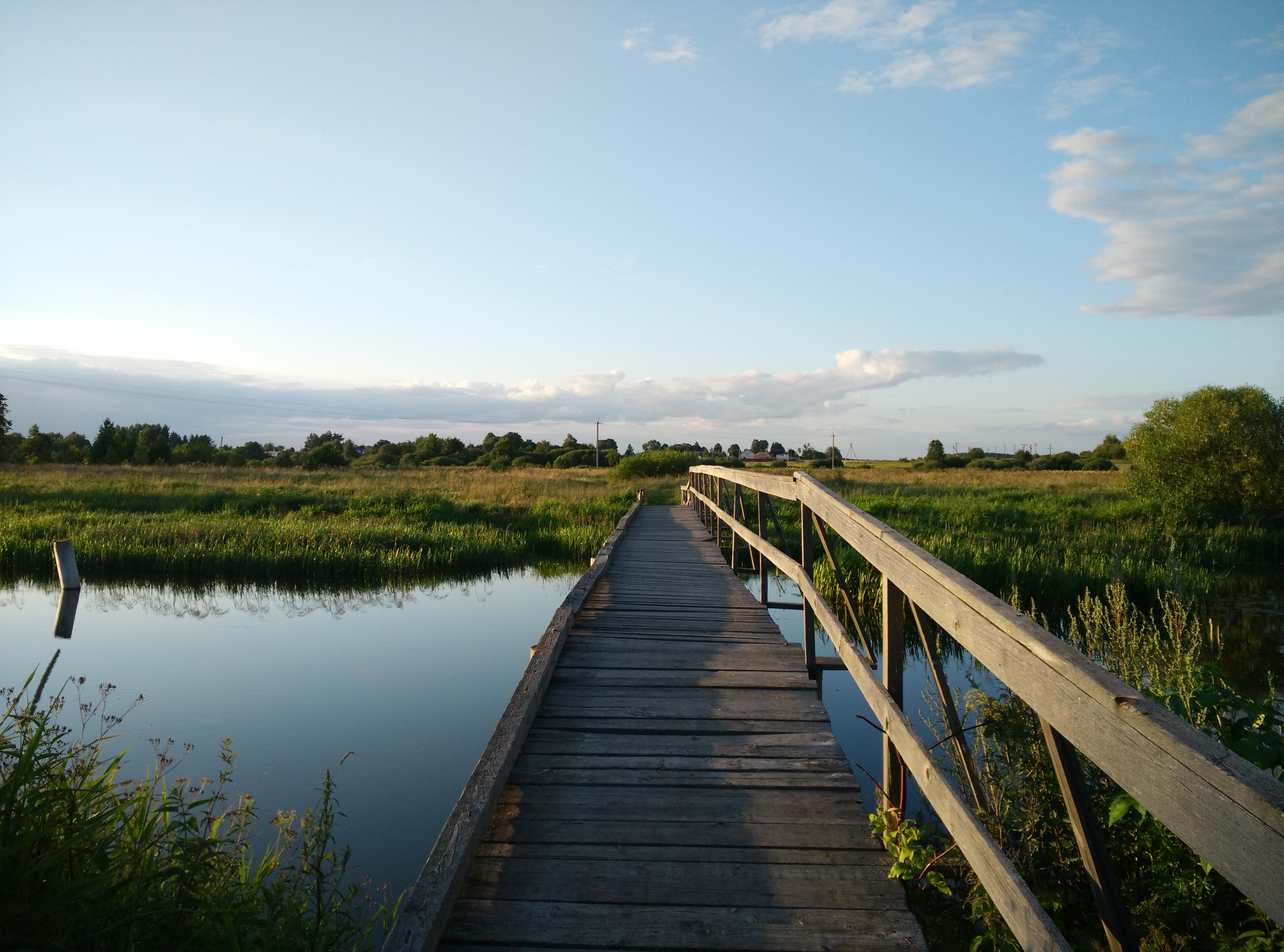
Мост из Озеричино в Шелеги через реку Птичь
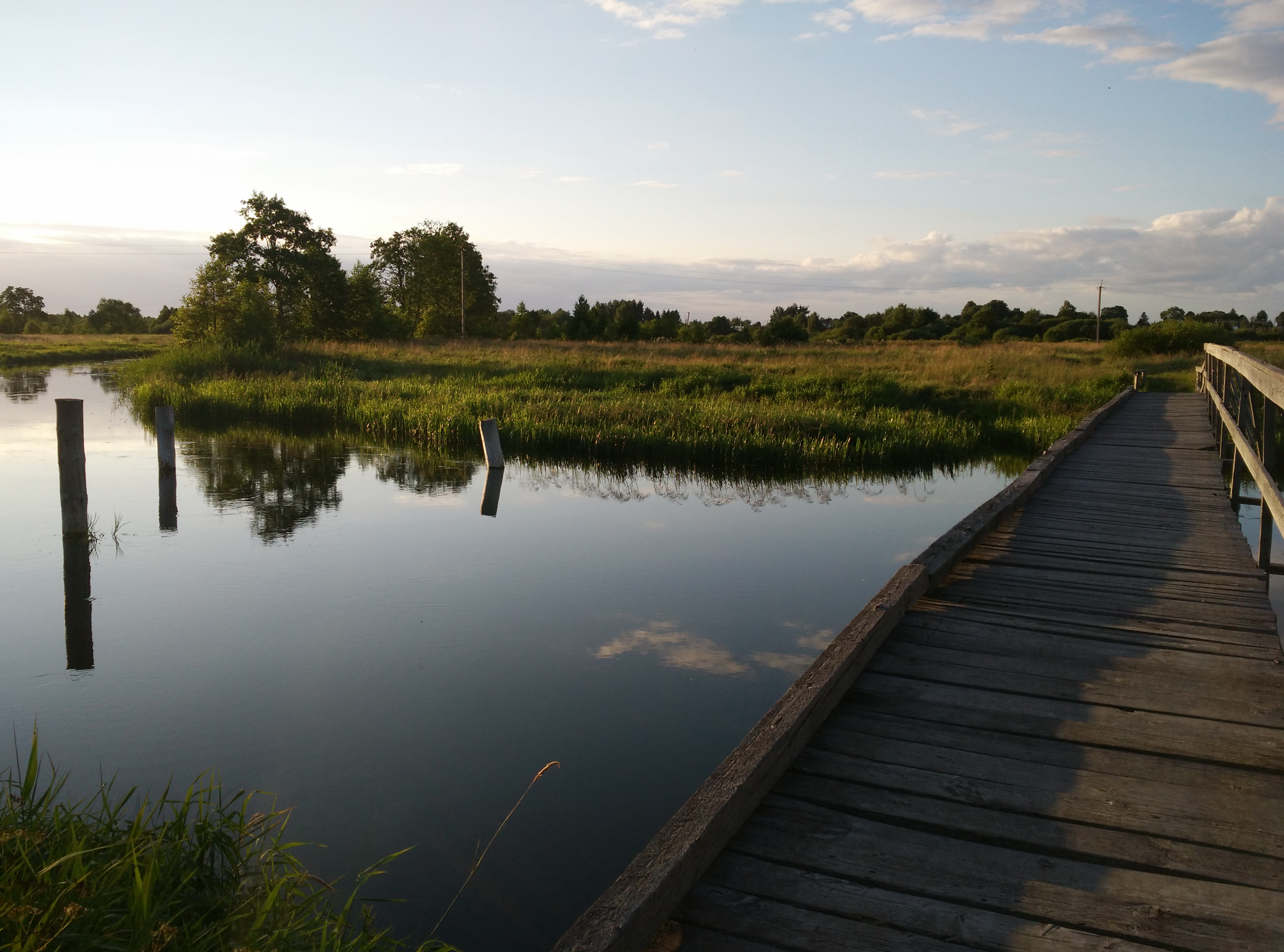
Мост из Озеричино в Шелеги через реку Птичь
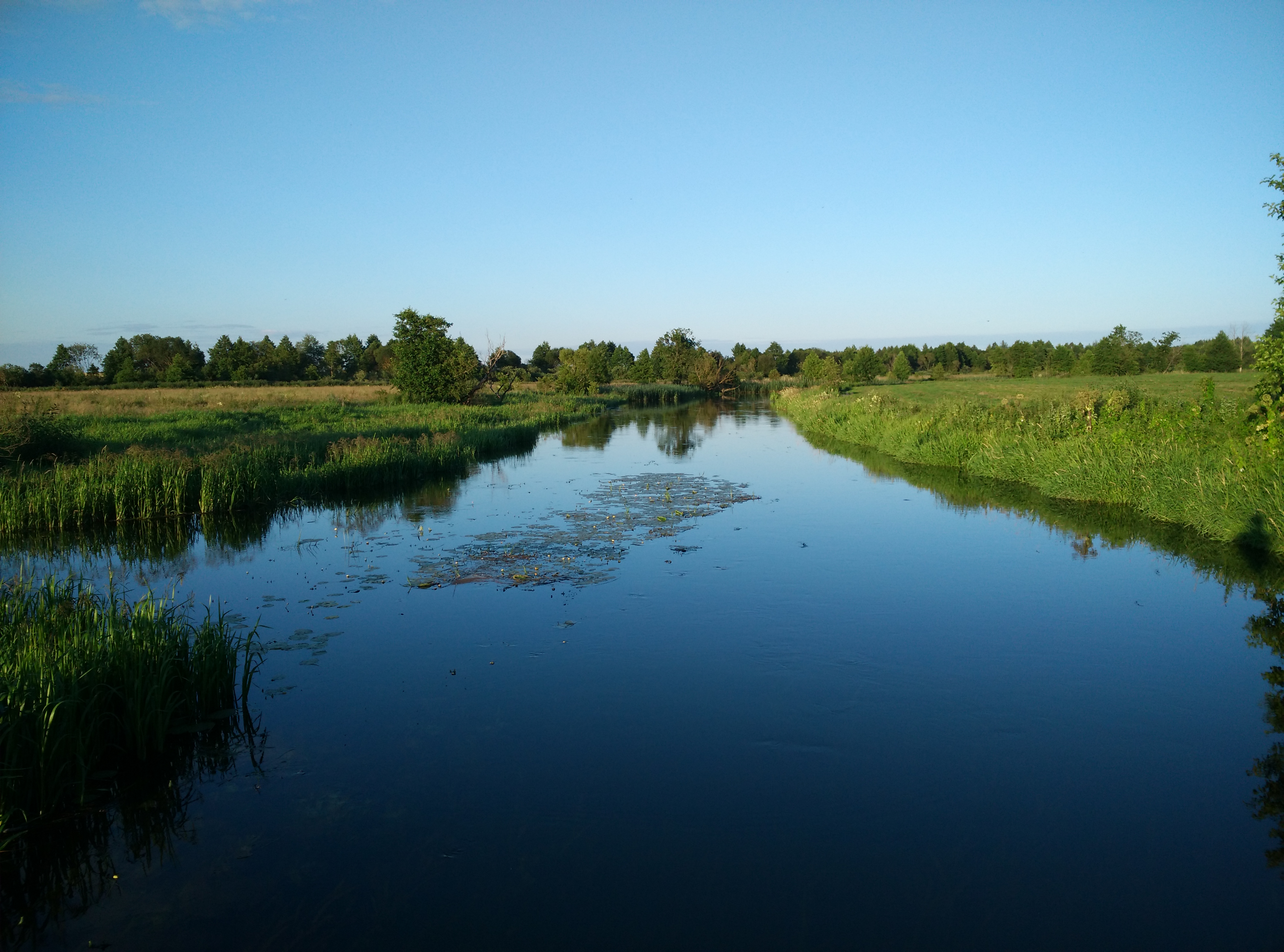
Река Птичь между деревнями Озеричино и Шелеги

## Известные лица
- Рыгор Папараць (1902—1948) — белорусский поэт.
- Алесь Макаревич (1918—1967) — белорусский литературовед.